# Helenium pinnatifidum
Helenium pinnatifidum là một loài thực vật có hoa trong họ Cúc. Loài này được (Schwein. ex Nutt.) Rydb. mô tả khoa học đầu tiên năm 1915.